# Kragerø IF
Kragerø IF är en sportklubb från Kragerø i Norge. Kragerø har lag i bland annat fotboll och handboll. Laget spelar iförda gula tröjor och blå shorts.